# 서울대 의대 간첩사건
서울대 의대 간첩사건은 1975년 11월 대한민국에서 발생한 공안 사건으로, 재일교포 유학생 강종헌을 비롯한 서울대학교 의과대학 학생들이 중앙정보부에 의해 간첩 혐의를 덮어쓴 조작 사건이다. 2014년 서울고법 재심 선고에서 피해자들 9명에게 무죄가 선고되었다.

## 배경
1970년 서울대학교 의과대학 내에 사회의학 연구를 표방하는 학내 서클인 '사회의학연구회'(약칭 사의연)가 창설된다. 1974년 1월 사의연 회원이던 황승주가 긴급조치 1호의 해제를 주장하며 서울의대 시험거부를 주동하였고, 이어 4월 3일에 서울의대생 150여 명을 이끌고 시위를 벌였다.
이후 황승주는 민청학련의 서울의대 책임자로 지목되어 수배되었으나 자수하였다.

## 사건
1973년 말 재일교포 출신의 서울대학교 의과대학 학생 강종헌(康宗憲)이 사의연 회원인 서광태에게 "일본에 있을 때 방북한 적이 있다."라는 취지의 말을 하였고, 서광태는 이를 학생처장에게 신고한다. 당시에는 별 문제 없이 넘어갔지만 1975년 이를 빌미로 하여 강종헌이 간첩으로 지목되고, 서광태, 전성환, 황승주, 양요환, 고한석 등 사의연 회원들이 구속되었다.
특히 서광태, 고한석 등은 취조 과정에서 고문을 당하기도 하였다.
최종적으로 강종헌은 국가보안법 및 긴급조치 9호 위반으로 사형을 선고받았다.
서광태는 반공법, 국가보안법 및 긴급조치 9호 위반으로 징역 8년 및 자격정지 8년 형을 선고받았다.
황승주는 긴급조치 9호 위반으로 징역 3년, 집행유예 5년을 선고받았고 다른 연루자들 역시 집행유예를 선고받았다.

## 이후 경과 및 재조사
2010년 진실화해위원회의 재심 권고로 강종헌은 재심 청구를 하게 되고, 서울고법에서 재심개시를 결정하였다.
2015년 대법원에서 피해자 9명에게 전원 무죄를 최종선고하였다 (대법원 2013도1830 판결).
강종헌은 1988년 가석방 된 후 일본으로 귀환하였고, 범민련의 해외본부 공동사무국 차장으로 재직하였다.
이후 와세다대 아시아연구기구 객원교수를 지내며 2012년 통합진보당 비례대표로 입후보하였다.

## 같이 보기
- 민청학련 사건
- 학원침투 간첩단 사건
- 긴급조치